# Khedafi Djelkhir
Khedafi Djelkhir (Besançon, 26 de outubro de 1983) é um boxista francês medalhista de prata nos Jogos de Pequim, em 2008.
Participou de sua primeira Olimpíada em Atenas 2004, mas foi eliminado em sua segunda luta contra o alemão Vitali Tajbert. Nos Jogos Olímpicos de 2008, realizados em Pequim, Djelkhir conseguiu chegar até a final onde perdeu para o ucraniano Vasyl Lomachenko, sempre competindo na categoria pena.